# Raión de Narimánov
El raión de Narimánov (ruso: Нарима́новский райо́н) es un distrito administrativo y municipal (raión) ruso perteneciente a la óblast de Astracán. Se ubica en el suroeste de la óblast. Su capital es Narimánov.
En 2021, el raión tenía una población de 46 954 habitantes. Dos quintas partes de los habitantes son étnicamente rusos, otro quinto étnicamente kazajos y otro quinto tártaros.
El raión es limítrofe al oeste con Kalmukia, aunque su territorio alcanza hasta el centro de la óblast e incluye la periferia occidental y septentrional de la capital regional Astracán.

## Subdivisiones
Comprende la ciudad de Narimánov (la capital) y once asentamientos rurales. Estas doce entidades locales suman un total de 46 localidades. Los asentamientos rurales del raión son los siguientes:
- "Astracán" (con capital en Buruny)
- "Ajmátov" (con capital en Tulugánovka)
- Baránovka
- Vólzhskoye
- Linéynoye
- Nikoláyevka
- Prikáspiski
- Raznochínovka
- Rasvet
- Solianka
- Starokuchergánovka